# Luis Martin (santo)
San Luis Martin (Louis Martin) (Burdeos, 22 de agosto de 1823 - Arnières-sur-Iton, 29 de julio de 1894) fue el padre de Santa Teresa de Lisieux. Fue beatificado en Lisieux, junto a su esposa María Celia Guérin, por Benedicto XVI el 19 de octubre de 2008. El 18 de octubre de 2015 fue canonizado por el papa Francisco, simultáneamente con su esposa.

## Biografía

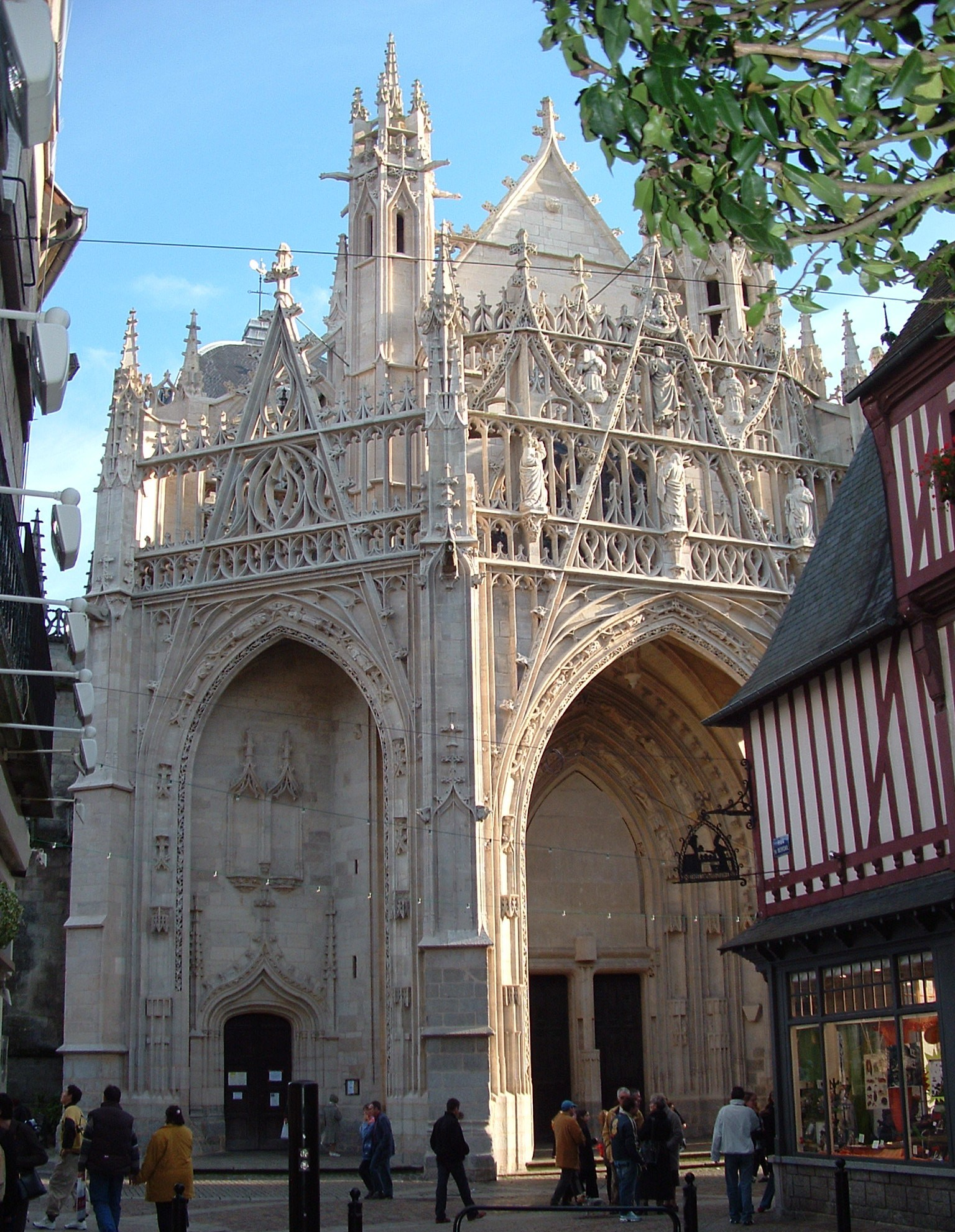
Basìlica Nuestra Señora de Alenzón donde Luis y Celia Martin se casaron el 13 de julio de 1858, y donde se celebró el funeral de Celia Martin

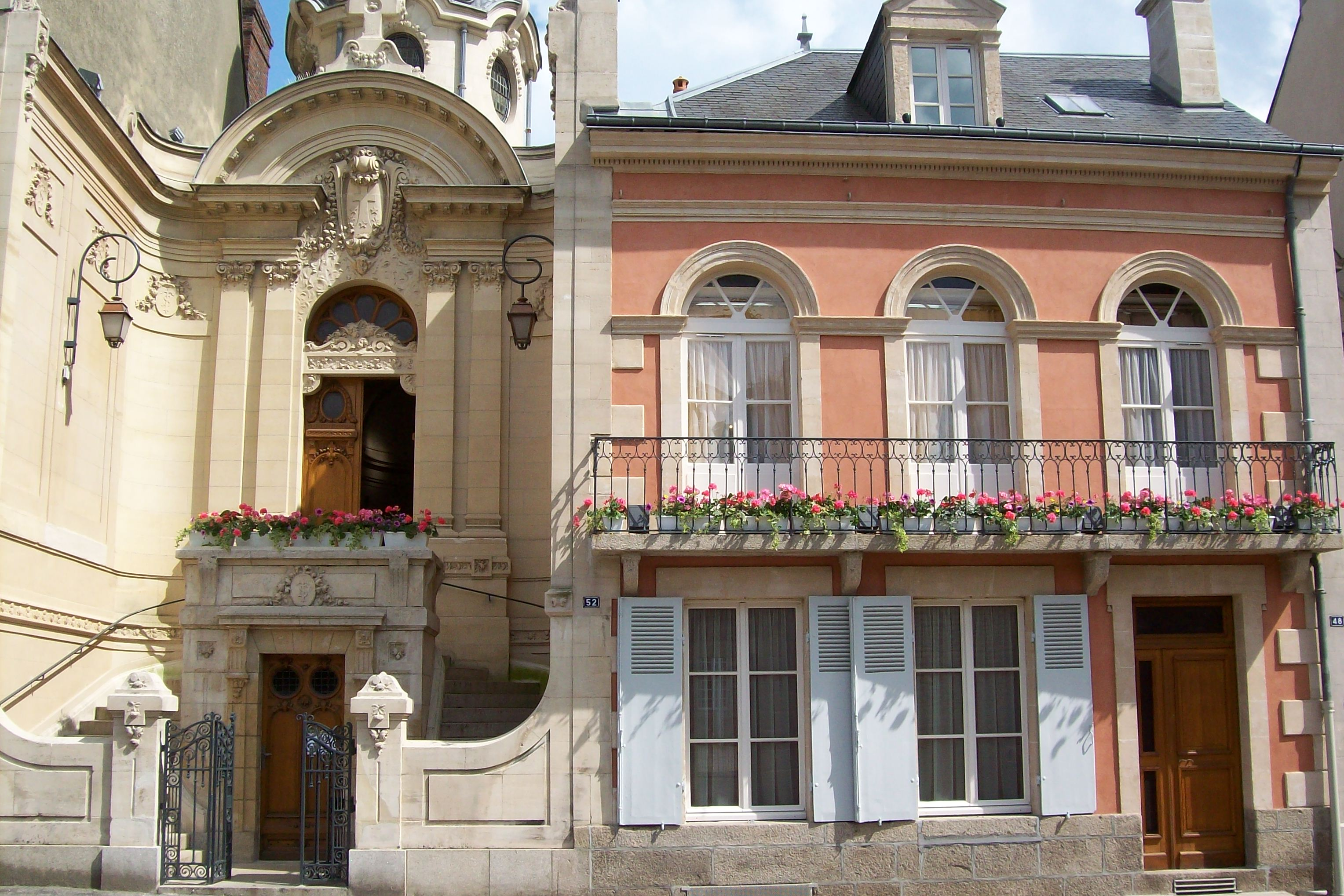
Casa de Luis y Celia Martin en el actual número 50 de la rue (calle) Saint-Blaise, en Alenzón (Francia)

Luis Martin nació el 22 de agosto de 1823 en Burdeos, al suroeste de Francia. Su padre fue militar, y Luis nació cuando sus padres se encontraban en una guarnición en esa ciudad. Después de haber terminado sus estudios, aprendió el oficio de relojero. A pesar de tener una gran atracción por la vida religiosa en general, y monástica en particular, al no conocer el latín tuvo que renunciar a ella. Abrió una relojería en la calle Pont-Neuf, en Alenzón.
A la edad de 35 años Luis conoció a Celia, que tenía entonces 27. Contrajeron matrimonio tres meses después: el 13 de julio de 1858 en la iglesia de Nuestra Señora de Alenzón.
De 1860 a 1873, ellos tuvieron 9 hijos (7 hijas y 2 hijos) de los cuales cuatro murieron siendo muy pequeños. Las cinco niñas que sobrevivieron entraron todas en la vida religiosa:
- Marie Louise (22 de febrero de 1860 - 19 de enero de 1940), con el nombre religioso de Hermana María del Sagrado Corazón (Sœur Marie du Sacré-Cœur), fue carmelita en Lisieux.
- Marie Pauline (7 de septiembre de 1861 - 28 de julio de 1951), con el nombre religioso de Madre Inés de Jesús (Mère Agnès de Jésus), fue carmelita en Lisieux.
- Marie Léonie (3 de junio de 1863 - 16 de junio de 1941), con el nombre religioso de Hermana Francisca Teresa (Sœur Françoise-Thérèse) fue visitandina en Caen. Actualmente hay para ella proceso abierto de beatificación.
- Marie Hélène (3 de octubre de 1864 – 22 de febrero de 1870);
- Joseph Louis (20 de septiembre de 1866 – 14 de febrero de 1867);
- Joseph Jean-Baptiste (19 de diciembre de 1867 – 24 de agosto de 1868);
- Marie Céline (28 de abril de 1869 - 25 de febrero de 1959), con el nombre religioso de Hermana Genoveva de la Santa Faz (Sœur Geneviève de la Sainte-Face), fue carmelita en Lisieux;
- Marie Mélanie-Thérèse (16 de agosto de 1870 – 8 de octubre de 1870);
- Marie Françoise Thérèse, (2 de enero de 1873 - 30 de septiembre de 1897), con el nombre religioso de Teresa del Niño Jesús (Thérèse de l'Enfant-Jésus et de la Sainte-Face), fue carmelita en Lisieux, canonizada en 1925 y declarada doctora de la Iglesia en 1997.

El 28 de agosto de 1877 Luis enviudó pues Celia murió por un cáncer de mama. Entonces se instaló en Lisieux, para así estar cerca del hermano de Celia, Isidoro, un farmacéutico. Luis murió en 1894 después de permanecer largo tiempo enfermo y finalmente paralítico a causa de arterioesclerosis cerebral.
La familia vivió un gran fervor religioso a pesar de los duelos que vivió por la pérdida de cuatro hijos, tres de pocos meses y una niña de cinco años, y de las pesadas cargas profesionales y familiares que tuvo que soportar.

## Testimonios

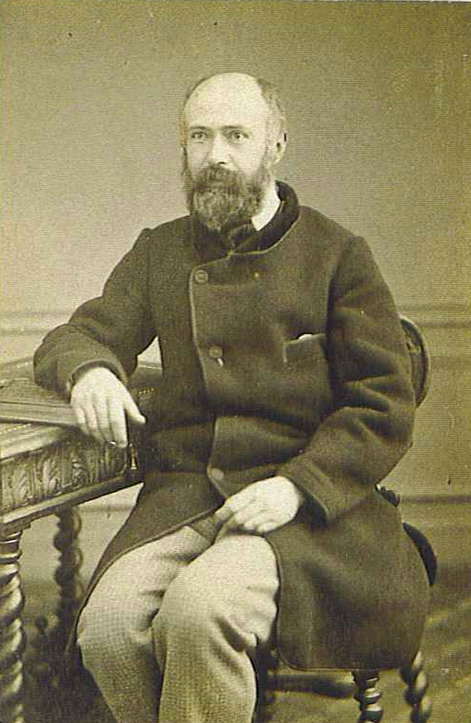
Luis Martin, ca. 1875.

« Era remarcable la unión que había dentro de esta familia, tanto entre los esposos como entre los padres y los hijos».
« El buen Dios me ha dado un padre y una madre más dignos del Cielo que de la tierra»

## Proceso y milagro
El proceso de Luis comenzó en Lisieux el 22 de marzo de 1957 y se cerró el 12 de febrero de 1960, mientras que el de Celia fue instruido en Sées. Ambas causas fueron reunidas en 1971.
El 26 de marzo de 1994, el papa Juan Pablo II firmó los decretos de heroicidad en sus virtudes, y los proclamó a ambos venerables.

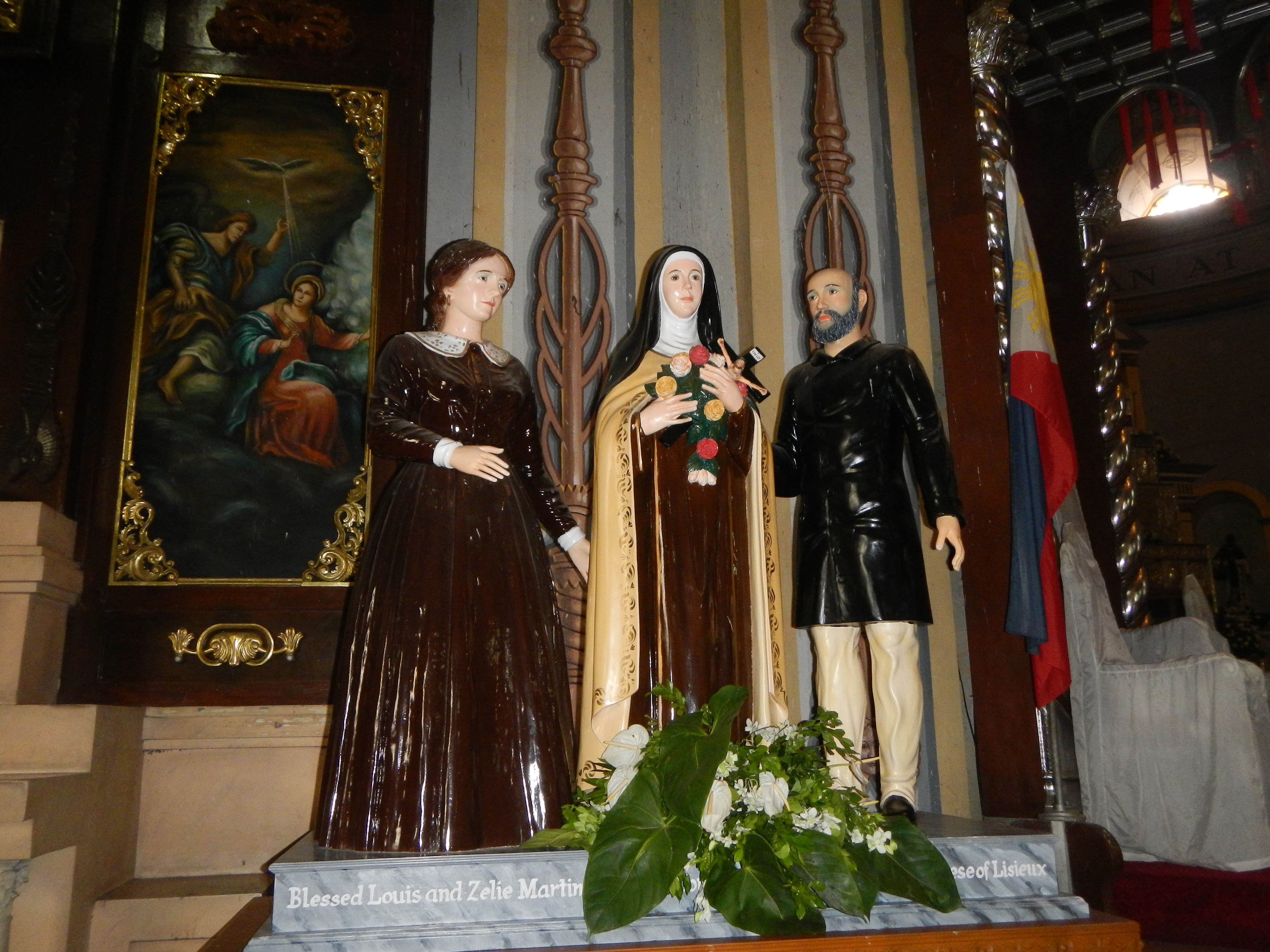
Grupo escultórico de los esposos santos junto a su hija Santa Teresa de Lisieux en Lipa, Filipinas.

El 10 de junio de 2003, el arzobispo de Milán, el cardenal Tettamanzi clausuró el primer período del proceso, al atribuir la súbita e inexplicable curación de un niño de 6 años en Monza a un milagro por la intercesión de Luis y Celia. Esta curación fue reconocida como milagrosa el 3 de julio de 2008 por el papa Benedicto XVI, abriendo así el camino hacia el proceso de beatificación.
Luis y Celia Martin fueron beatificados el día 19 de octubre de 2008 en Lisieux.
El 7 de enero de 2013, el arzobispo Carlos Osoro Sierra de Valencia, España, abrió el proceso canónico para investigar la curación de una niña llamada Carmen que nació en Valencia el 15 de octubre de 2008.
El 18 de marzo de 2015, el papa Francisco reconoce el segundo milagro necesario para la canonización de Luis y Celia Martin. 
El 18 de octubre de 2015 fue canonizado San Luis Martin por Francisco junto a su esposa, Santa María Celia Guérin, siendo el primer matrimonio canonizado de la era moderna.